# دریاچه نرپیچه (یاقوتستان)
دریاچه نرپیچه (انگلیسی: Lake Nerpichye) یک دریاچه در جمهوری یاقوتستان کشور روسیه است.